# Јевто Јевтовић
Јевто Јевтовић (1892–1977), родом из Гојне Горе, био је редов војске Краљевине Србије и припадник 10. шумадијског пука, ветеран оба балканска рата, учесник одбране Београда и ратник са Цера.
За њега је везана прича у коју је морао лично да се увери француски генерал Гијом.
Био је једини редов српске војске који је, у току повлачења српске војске, изнео на плећима брдски топ и донео га неоштећеног у Драч. Када се уверио генерал Гијом му је предао свој орден Легије части, у ставу мирно Јевто му је преко преводиоца рекао: „Не треба мени ордење, већ џебане (муниције), да се вратим Гојној Гори”.
Топ, пет зрна и Јевто Јевтовић су се укрцали на лађу за Крф, заједно са саборцима, да би убрзо, топ и рањеници наставили пут Француске, а Јевто на грчком острву са оцем Сретеном – трећепозивцем и своја два млађа брата, близанцима Љубинком и Љубивојем, остао да чека команду за наставак ратовања. Јевто је за време ратовања водио дневник који је објављен у Едицији „Слово ратниково – дневници војника сељака”, Миодраг Јаћимовић, 1980. године.
Пренесени топ се данас чува у Војном музеју у Марсеју, у Француској.
У склопу емисије Моја дедовина на РТС-у је 2021. обновљена његова кућа у Гојној Гори.